# Mimorista trimaculalis
Mimorista trimaculalis là một loài bướm đêm trong họ Crambidae.